# Don’t Go Yet
«Don’t Go Yet» (с англ. — «Не уходи пока») — песня американо-кубинской певицы Камилы Кабельо, вышедшая 23 июля 2021 года на лейблах Epic Records и Columbia в качестве лид-сингла с предстоящего студийного альбома Familia.

## История
Кабельо впервые выложила тизер песни 14 июля, используя свой аккаунт в Instagram, показав крупным планом своё лицо с подписью «listos?» что переводится с испанского как «Готовы?». 16 июля 2021 года Камила объявила через свои аккаунты в социальных сетях, что 23 июля выйдет сингл «Don’t Go Yet». Наряду с объявлением она также показала обложку сингла. Певица изображена с большой серьгой и в чёрном костюме в сочетании с длинными чёрными перчатками. На следующей неделе Кабельо продолжила выкладывать тизеры из музыкального клипа «Don’t Go Yet».
Песня и музыкальное видео были вдохновлены, как объяснила Кабельо в YouTube, кубино-мексиканскими семейными вечеринками из её детства, где «все ужинают, а затем гостиная вдруг превращается в танцпол».

## Композиция
«Don’t Go Yet» написали Камила Кабельо, Э. Фредерик, Майк Сабат и Скотт Харрис, а продюсировали — Сабат и Рики Рид. Песня была описана как латино-поп, поп- и тропическая песня о любви со смесью испанских текстов. Латино-американское звучание придаёт использование струнных инструментов, маракасов, барабанов, труб и ударов в ладоши. Открываясь «назойливой», «колючей» гитарой фламенко и «сочными» импровизациями от Камилы, песня погружается в стремительные, громкие ритмы. Избегая синтезаторов и вокодеров, голос Камилы «проникновенен» по сравнению с реальными инструментами, от текстурированных маракасов до парящих валторн.
В треке также звучит живая перкуссия известного кубинского барабанщика Педрито Мартинеса. Песня о певце, который был вместе с кем-то и никогда не хотел расставаться с ней. Певица говорит своему мужчине отбросить его идеи о ранней ночи и остаться с ней, но затем взрывается, когда её заглавная фраза становится сплоченным криком-мольбой возбужденного, напористого хора. С точки зрения нотной записи, песня составлена в ключе до минор с темпом 110 ударов в минуту и длится в течение двух минут 44 секунд. Газета Los Angeles Times отметила, что «аранжировки, особенно в хоре» напоминают великие кубинские оркестры 1950-х, в которых взрыв духовых инструментов ознаменовал начало хора и сложная перкуссия «давала понять, что песни были в стили тропической музыки».

### Итоговые списки
| Публикация   | Список                                       | Ранг | Ссылка |
| ------------ | -------------------------------------------- | ---- | ------ |
| NPR          | Alt.Latino presents the best singles of 2021 | *    | [ 11 ] |
| Cosmopolitan | The 55 Best New Songs of 2021                | 32   | [ 12 ] |

## Музыкальное видео
Официальное музыкальное видео «Don’t Go Yet» было размещено на канале YouTube 23 июля 2021 года. Режиссеры Филиппа Прайс и Пилар Зета.
Перед премьерой клипа певица поделилась его кадрами в социальных сетях. За два дня до выпуска песни вступление к музыкальному видео было опубликовано в социальных сетях Кабельо, где, по её словам, были скрытые «пасхальные яйца».

### Синопсис
Музыкальное видео начинается с того, как певица едет в классическом кабриолете и переключает станции на радио. Кабельо также упомянула в своем аккаунте в Твиттере, что вначале на радиостанции звучит голос её дедушки. Затем отснятый материал трансформируется в покадровую сцену, в которой игрушечный автомобиль едет по грунтовой дороге в окружении зелёных холмов и пальм к огромному кораллово-розовому дому, где в дверной звонок звонит Кабельо. Внутри проходит яркая вечеринка с друзьями и семьей.
Она присоединяется к празднику, поет и танцует под песню. Затем певицу показывают одетой в чёрное платье с синим и красным макияжем глаз, танцующей на столе. В следующей сцене Камила пытается удержаить мужчину за ногу, поскольку она не была готова к его уходу. В видео Камила меняет наряды и демонстрирует разные образы с ярким макияжем. Музыкальное видео представляет собой тип «беззаботного семейного сборища» с участием многих настоящих членов семьи Кабельо, включая её отца, сестру и двоюродную сестру, а также трансвестита Валентину.

## Концертные исполнения
23 июля 2021 года Кабельо впервые исполнила «Don’t Go Yet» на Вечернем шоу с Джимми Фэллоном. Вместе с Кабельо на сцене для исполнения песни было несколько танцоров, одетых в костюмы 1980-х. Представление подверглось критике со стороны людей, оскорбленных её выступлением с белым танцором, кожа которого казалась намного темнее в его сценическом макияже. В ответ на критику Кабельо сказала, что танцовщик должен был выглядеть как персонаж с плохим искусственным загаром.

## Участники записи
По данным Tidal
- Камила Кабельо — вокал, автор
- Скотт Харрис — письмо, гитара
- Э. Фредерик — письмо
- Майк Сабат — письмо, продакшн, программирование, вокал
- Рики Рид — автор, продакшн, бас, программирование
- Карлос Энрикес — акустический бас, вокал
- Педрито Мартинес — конги, перкуссия, вокал
- Майк Чиро — гитара, вокал
- Йейссон Вильямар — фортепиано, вокал
- Мануэль Маркес — ударные, тимбалы, вокал
- Джон Эллис — саксофон, вокал
- Маршалл Гилкс — тромбон, вокал
- Майк Родригес — труба, вокал
- Мишель Манчини — мастеринг
- Джанлука Жирар — помощник звукоинженера
- Ники Янг — помощник звукоинженера
- Мэнни Маррокин — сведение
- Барт Шоудель — запись
- Стив Ся — запись

## Чарты

### Еженедельные чарты
| Чарт (2021)                         | Высшая позиция |
| ----------------------------------- | -------------- |
| Австралия (ARIA)                    | 43             |
| Австрия (Ö3 Austria Top 40)         | 55             |
| Бельгия/Фландрия (Ultratop 50)      | 36             |
| Канада (Billboard Canadian Hot 100) | 25             |
| Канада (Billboard CHR/Top 40)       | 27             |
| Канада (Billboard Hot AC)           | 39             |
| Чехия (Singles Digitál Top 100)     | 56             |
| Германия (GfK)                      | 70             |
| Ирландия (IRMA)                     | 28             |
| Литва (AGATA)                       | 46             |
| Нидерланды (Dutch Top 40)           | 27             |
| Нидерланды (Single Top 100)         | 71             |
| Новая Зеландия (RMNZ)               | 3              |
| Швеция (Sverigetopplistan)          | 41             |
| Великобритания (UK Singles Chart)   | 37             |
| США (Billboard Hot 100)             | 42             |
| США (Billboard Adult Top 40)        | 31             |
| США (Billboard Mainstream Top 40)   | 21             |

## Сертификации
| Регион                                                                      | Сертификация | Продажи |
| --------------------------------------------------------------------------- | ------------ | ------- |
| Бельгия (BEA)                                                               | Золотой      | 20 000  |
| Франция (SNEP)                                                              | Золотой      | 100 000 |
| Италия (FIMI)                                                               | Платиновый   | 70 000  |
| Португалия (AFP)                                                            | Золотой      | 5000    |
| Испания (PROMUSICAE)                                                        | Платиновый   | 40 000  |
| Швейцария (IFPI Switzerland)                                                | Золотой      | 10 000  |
| Великобритания (BPI)                                                        | Серебряный   | 200 000 |
| Данные о продажах + прослушиваниях приведены только на основе сертификации. |              |         |